# کواسیا آمارا
کواسیا آمارا (نام علمی: Quassia amara) نام یک گونه از سرده کواسیا است.